# Golf van Sidra
De Golf van Sidra of Grote Sidra is een grote baai in de Libische Zee, onderdeel van de Middellandse Zee, aan de noordkust van Libië. De golf staat ook bekend als de Golf van Sirte, omdat hij dicht bij de stad Sirte ligt. De baai is ongeveer 440 km breed en strekt zich uit van Tripolitanië tot het Plateau van Barka.
Libië claimt de gehele golf, hoewel het internationale zeerecht bepaalt dat het tot 12 zeemijlen (22,2 km) uit de kust kan claimen. Volgens Libië heeft de Golf echter de status van een historische baai, vergelijkbaar met de Hudsonbaai, en behoort daarmee in zijn geheel tot de Libische territoriale zee zoals de Hudsonbaai in zijn geheel tot Canada behoort. Qadhafi kondigde een ´lijn des doods´ aan: wanneer een buitenlands vaar- of vliegtuig deze overschreed, zou Libië met militaire middelen reageren. De Verenigde Staten, zowel deze zelf niet de zeerechtconventies hebben geratificeerd, waren het hier niet mee eens en provoceerden de Libiërs met militaire operaties in de Golf. Dit leidde tot twee confrontaties in 1981 en 1986. Dit leidde tot een bomaanslag op discotheek LaBelle, waarvan algemeen wordt aangenomen dat dit een Libische vergeldingsactie was. De VS reageerde met luchtaanvallen op Libië, waarop Qadhafi reageerde met de Lockerbie-aanslag.
In het water wordt veel op tonijn gevist.